# Castanopsis philipensis
Castanopsis philipensis là một loài thực vật có hoa trong họ Fagaceae. Loài này được (Blanco) Vidal mô tả khoa học đầu tiên năm 1886.